# Liste des présidents de la république de Côte d'Ivoire
Pour un article plus général, voir Président de la république de Côte d'Ivoire.
Cet article dresse la liste des présidents de la république de Côte d'Ivoire depuis l'indépendance de ce pays, en 1960.

## Présidents de la République

### Première République
La Première République démarre après l'indépendance avec la Constitution du 26 mars 1959 (confirmée par celle de 1960). Deux présidents issus du parti unique, le PDCI, se succèdent durant cette période. Elle s'achève avec la fin de cette Constitution et la dissolution des 
principales institutions par le Comité de salut public, instauré en décembre 1999 par le coup d'État qui porte le général Robert Guéï au pouvoir. 
| No | Portrait | Nom                                                        | Début du mandat  | Fin du mandat     | Appartenance politique | Appartenance politique | Notes |
| -- | -------- | ---------------------------------------------------------- | ---------------- | ----------------- | ---------------------- | ---------------------- | --- |
| 1  |          | Félix Houphouët-Boigny (18 octobre 1905 - 7 décembre 1993) | 27 novembre 1960 | 7 décembre 1993 † |                        | PDCI                   | Ministre sous la Quatrième République française, il est à la tête de la Côte d'Ivoire lorsqu'il en proclame l'indépendance, le 7 août 1960. Considéré comme le père de la « Françafrique », il parvient à développer économiquement la Côte d'Ivoire. Son pouvoir est diminué à partir de 1978, date à laquelle le pays est touché par une crise économique. Sa santé déclinant à la fin de sa présidence, il doit se faire hospitaliser à plusieurs reprises à l'étranger : le Premier ministre Alassane Ouattara assure alors l'essentiel du pouvoir, mais il est écarté de la succession d'Houphouët-Boigny au profit d'Henri Konan Bédié. |
| 2  |          | Henri Konan Bédié (5 mai 1934 - 1er août 2023)             | 7 décembre 1993  | 24 décembre 1999  |                        | PDCI                   | Termine le mandat de son prédécesseur en tant que président de l'Assemblée nationale. Il contribue à la mise en place du concept d'ivoirité, qui écarte Alassane Ouattara, alors à la tête de l'un des principaux partis d'opposition, le RDR. Le FPI, mené par Laurent Gbagbo boycotte les élections de 1995, ce qui lui permet d'être élu président contre Francis Wodié. Renversé le 24 décembre 1999, par Robert Guéï, à la faveur d'un coup d'État militaire, il rentre en Côte d'Ivoire en 2001, après deux ans d'exil. Candidat à l'élection présidentielle ivoirienne de 2010, il termine en troisième position du premier tour.      |
| 3  |          | Robert Guéï (16 mars 1941 - 19 septembre 2002)             | 24 décembre 1999 | 1er août 2000     |                        | Militaire              | À la suite du coup d'État militaire qui renverse Henri Konan Bédié, Robert Guéï est chef de l'État de Côte d'Ivoire du 24 décembre 1999 au 26 octobre 2000, en tant que président du Comité national de salut public de la République de Côte d'Ivoire. Il exerce cette fonction jusqu’au 4 janvier 2000, date à laquelle il devient président de la République. |

### Deuxième République
La Deuxième République débute avec l'adoption par référendum d'une nouvelle Constitution, en août 2000.
| No | Portrait        | Nom                                            | Début du mandat | Fin du mandat   | Appartenance politique | Appartenance politique | Notes |
| -- | --------------- | ---------------------------------------------- | --------------- | --------------- | ---------------------- | ---------------------- | --- |
| 3  |                 | Robert Guéï (16 mars 1941 - 19 septembre 2002) | 1er août 2000   | 26 octobre 2000 |                        | Indépendant            | Il perd l'élection présidentielle de 2000 face à Laurent Gbagbo. |
| 4  |                 | Laurent Gbagbo (né le 31 mai 1945)             | 26 octobre 2000 | 4 décembre 2010 |                        | FPI                    | Il est le seul opposant à Félix Houphouët-Boigny lors de l'élection présidentielle de 1990. Dix ans plus tard, il est élu président de la République, mais son pouvoir est contesté à partir de septembre 2002 par un conflit politico-militaire. Ces événements l'amènent à prolonger son mandat de cinq ans en reportant à six reprises l'élection présidentielle. Lors de l'élection présidentielle de 2010, il est déclaré vainqueur par le Conseil constitutionnel contre la déclaration de la Commission électorale indépendante, et refuse de renoncer au pouvoir malgré les pressions internationales. Il est fait prisonnier, le 11 avril 2011, par les forces armées de son opposant, Alassane Ouattara. De 2011 à 2019, il est incarcéré à La Haye pour comparaître devant la Cour pénale internationale, avant d'être acquitté. Il revient en Côte d'Ivoire en 2021.                                   |
| 4  | 4 décembre 2010 | Laurent Gbagbo (né le 31 mai 1945)             | 11 avril 2011   |                 |                        | FPI                    | Il est le seul opposant à Félix Houphouët-Boigny lors de l'élection présidentielle de 1990. Dix ans plus tard, il est élu président de la République, mais son pouvoir est contesté à partir de septembre 2002 par un conflit politico-militaire. Ces événements l'amènent à prolonger son mandat de cinq ans en reportant à six reprises l'élection présidentielle. Lors de l'élection présidentielle de 2010, il est déclaré vainqueur par le Conseil constitutionnel contre la déclaration de la Commission électorale indépendante, et refuse de renoncer au pouvoir malgré les pressions internationales. Il est fait prisonnier, le 11 avril 2011, par les forces armées de son opposant, Alassane Ouattara. De 2011 à 2019, il est incarcéré à La Haye pour comparaître devant la Cour pénale internationale, avant d'être acquitté. Il revient en Côte d'Ivoire en 2021.                                   |
| 5  |                 | Alassane Ouattara (né le 1er janvier 1942)     | 6 mai 2011      | 3 novembre 2015 |                        | RDR                    | Économiste, il travaille pendant de nombreuses années à Washington pour le Fonds monétaire international (FMI). Il est premier à occuper la fonction de Premier ministre, créée à la suite de l'instauration du multipartisme, de 1990 à 1993. Il est écarté par le président Bédié au moyen du concept d'ivoirité : en 1995 et en 2000, cette loi l'empêche de se présenter à la présidentielle. Candidat au scrutin présidentiel de 2010, il est élu président de la République contre Laurent Gbagbo selon les résultats proclamés par la Commission électorale indépendante, et reconnu comme tel par la communauté internationale. Après des mois de guerre civile et l'arrestation de Laurent Gbagbo, il prend officiellement le pouvoir. Il est également le premier président ivoirien de confession musulmane dans l'histoire du pays. Il est réélu au premier tour de l'élection présidentielle de 2015. |
| 5  | 3 novembre 2015 | Alassane Ouattara (né le 1er janvier 1942)     | 8 novembre 2016 |                 |                        | RDR                    | Économiste, il travaille pendant de nombreuses années à Washington pour le Fonds monétaire international (FMI). Il est premier à occuper la fonction de Premier ministre, créée à la suite de l'instauration du multipartisme, de 1990 à 1993. Il est écarté par le président Bédié au moyen du concept d'ivoirité : en 1995 et en 2000, cette loi l'empêche de se présenter à la présidentielle. Candidat au scrutin présidentiel de 2010, il est élu président de la République contre Laurent Gbagbo selon les résultats proclamés par la Commission électorale indépendante, et reconnu comme tel par la communauté internationale. Après des mois de guerre civile et l'arrestation de Laurent Gbagbo, il prend officiellement le pouvoir. Il est également le premier président ivoirien de confession musulmane dans l'histoire du pays. Il est réélu au premier tour de l'élection présidentielle de 2015. |

### Troisième République
La Troisième République débute avec l'adoption par référendum d'une nouvelle Constitution, en octobre 2016.
| No | Portrait         | Nom                                        | Élection       | Mandat          | Mandat           | Parti | Parti    | Notes |
| No | Portrait         | Nom                                        | Élection       | Début           | Fin              | Parti | Parti    | Notes |
| -- | ---------------- | ------------------------------------------ | -------------- | --------------- | ---------------- | ----- | -------- | --- |
| 5  |                  | Alassane Ouattara (né le 1er janvier 1942) | 2010 2015 2020 | 8 novembre 2016 | 14 décembre 2020 |       | RDR-RHDP | En 2020, il annonce son intention de ne pas briguer un troisième mandat présidentiel. Le RHDP désigne alors Amadou Gon Coulibaly pour lui succéder, mais celui-ci meurt avant l’élection présidentielle. Alassane Ouattara revient alors sur sa décision de ne pas se représenter, ce qui conduit l’opposition à boycotter le scrutin, estimant que la candidature du chef de l’État sortant n’est pas constitutionnelle. L’année suivante, des élections législatives, auxquelles accepte de participer l'opposition, donnent une nouvelle victoire au RHDP. |
| 5  | 14 décembre 2020 | Alassane Ouattara (né le 1er janvier 1942) | 2010 2015 2020 | en cours        |                  |       | RDR-RHDP | En 2020, il annonce son intention de ne pas briguer un troisième mandat présidentiel. Le RHDP désigne alors Amadou Gon Coulibaly pour lui succéder, mais celui-ci meurt avant l’élection présidentielle. Alassane Ouattara revient alors sur sa décision de ne pas se représenter, ce qui conduit l’opposition à boycotter le scrutin, estimant que la candidature du chef de l’État sortant n’est pas constitutionnelle. L’année suivante, des élections législatives, auxquelles accepte de participer l'opposition, donnent une nouvelle victoire au RHDP. |

## Classement par durée de mandat
| Rang | Nom                    | En jours     | En années                  | N° | Dates     | Commentaire                                            |
| ---- | ---------------------- | ------------ | -------------------------- | -- | --------- | ------------------------------------------------------ |
| 1    | Félix Houphouët-Boigny | 12 063 jours | 33 ans et 10 jours         | 1  | 1960-1993 | Meurt en fonction (causes naturelles).                 |
| 2    | Alassane Ouattara      | 5 060 jours  | 13 ans, 10 mois et 7 jours | 5  | 2011-...  | Mandat en cours.                                       |
| 3    | Laurent Gbagbo         | 3 819 jours  | 10 ans, 5 mois et 16 jours | 4  | 2000-2011 | Battu à l'élection présidentielle de 2010 puis arrêté. |
| 4    | Henri Konan Bédié      | 1 524 jours  | 4 ans, 2 mois et 2 jours   | 2  | 1995-1999 | Renversé par un coup d'État.                           |
| 5    | Robert Guéï            | 307 jours    | 10 mois et 2 jours         | 3  | 1999-2000 | Battu à l'élection présidentielle de 2000.             |

## Particularités
- Présidence la plus longue : Félix Houphouët-Boigny (33 ans et 10 jours) ;
- Présidence la plus courte : Robert Guéï (10 mois et 2 jours) ;
- Président le plus âgé au début du mandat : Alassane Ouattara (68 ans) ;
- Président le plus âgé à la fin du mandat : Félix Houphouët-Boigny (88 ans) ;
- Président le plus jeune au début du mandat : Félix Houphouët-Boigny (55 ans) ;
- Président le plus jeune à la fin du mandat : Robert Guéï (59 ans) ;
- Président décédé en fonction : Félix Houphouët-Boigny ;
- Anciens présidents encore vivants : Laurent Gbagbo.